# Anthracia
Anthracia es un  género  de lepidópteros perteneciente a la familia Noctuidae. Es originario de Eurasia.

## Especies
- Anthracia ephialtes (Hübner, [1822])
- Anthracia eriopoda (Herrich-Schäffer, 1851)
- Anthracia sublimbatus (Püngeler, 1900)
- Anthracia submarginata (Bang-Haas, 1927)
- Anthracia subsignatus (Draudt, 1950)
- Anthracia turcomanica (Christoph, 1893)